# Kevin Howley
Kevin Howley (Billingham, 1924. május 17. – ?, 1997. július 22.) angol nemzetközi labdarúgó-játékvezető. Polgári foglalkozása kiskereskedelmi vállalat igazgatója.

## Pályafutása

### Nemzeti játékvezetés
A küldési gyakorlat szerint rendszeres partbírói tevékenységet is végzett. 1954-ben lett az I. Liga játékvezetője. A nemzeti játékvezetéstől 1971-ben vonult vissza. 
| Időpont        | Helyszín                        | Mérkőzés típusa                 | Mérkőzés                        | Eredmény |
| -------------- | ------------------------------- | ------------------------------- | ------------------------------- | -------- |
| 1971. május 3. | White Hart Lane Stadion, London | utolsó Premier League mérkőzése | Tottenham Hotspur FC–Arsenal FC | 0 : 1    |

#### Nemzeti kupamérkőzések
Vezetett Kupa-döntők száma: 1.

##### FA-kupa
| Időpont        | Helyszín                | Mérkőzés típusa | Mérkőzés                                       | Eredmény | Nézők száma |
| -------------- | ----------------------- | --------------- | ---------------------------------------------- | -------- | ----------- |
| 1960. május 7. | Wembley Stadion, London | döntő           | Wolverhampton Wanderers FC–Blackburn Rovers FC | 3 : 0    | 98 954      |

### Nemzetközi játékvezetés
Az Angol labdarúgó-szövetség Játékvezető Bizottsága (JB) terjesztette fel nemzetközi játékvezetőnek, a Nemzetközi Labdarúgó-szövetség (FIFA) 1958-tól tartotta nyilván bírói keretében. A FIFA JB központi nyelvei közül a angolt beszélte. Több nemzetek közötti válogatott és klubmérkőzést vezetett, vagy működő társának partbíróként segített. Az angol nemzetközi játékvezetők rangsorában, a világbajnokság-Európa-bajnokság sorrendjében többedmagával a 18. helyet foglalja el 4 találkozó szolgálatával. Az aktív nemzetközi játékvezetéstől 1970-ben búcsúzott. Válogatott mérkőzéseinek száma: 16.

#### Labdarúgó-világbajnokság
A világbajnoki döntőhöz vezető úton Angliába a VIII., az 1966-os labdarúgó-világbajnokságra és Mexikóba a IX., az 1970-es labdarúgó-világbajnokságra a FIFA JB bíróként alkalmazta. 1966-ban „hazájában” nem kapott lehetőséget mérkőzés vezetésére. Anglia második számú játékvezetője csak partbírói feladatokat látott el. Minden alkalommal első számú pozíciót kapott. Korabeli elvárás szerint játékvezetői sérülés esetén az egyes vezeti tovább a találkozót. Vezetett mérkőzéseinek száma: 1 + 3 (partbíró).

##### 1966-os labdarúgó-világbajnokság

###### Világbajnoki mérkőzés
| Időpont          | Helyszín                         | Mérkőzés típusa              | Mérkőzés                | Játékvezető     | Eredmény | Nézők száma |
| ---------------- | -------------------------------- | ---------------------------- | ----------------------- | --------------- | -------- | ----------- |
| 1966. július 13. | Old Trafford Stadion, Manchester | csoportmérkőzés (C. csoport) | Portugália–Magyarország | Leo Callaghan   | 3 : 1    | 37 000      |
| 1966. július 15. | Goodison Park Stadion, Liverpool | csoportmérkőzés (C. csoport) | Magyarország–Brazília   | Kenneth Dagnall | 0 : 3    | 52 000      |
| 1966. július 28. | Wembley Stadion, London          | bronzmérkőzés                | Portugália–Szovjetunió  | Kenneth Dagnall | 2 : 1    | 88 000      |

##### 1970-es labdarúgó-világbajnokság

###### Selejtező mérkőzés
| Időpont        | Helyszín                | Mérkőzés típusa           | Mérkőzés                | Eredmény | Nézők száma |
| -------------- | ----------------------- | ------------------------- | ----------------------- | -------- | ----------- |
| 1969. május 7. | Kuip Stadion, Rotterdam | előselejtező (8. csoport) | Hollandia–Lengyelország | 1 : 0    | 43 658      |

#### Labdarúgó-Európa-bajnokság
Az európai-labdarúgó torna döntőjéhez vezető úton Spanyolországba az II., az 1964-es labdarúgó-Európa-bajnokságra és Olaszországba a III., az 1968-as labdarúgó-Európa-bajnokságra az UEFA JB játékvezetőként foglalkoztatta.

##### 1964-es labdarúgó-Európa-bajnokság

###### Selejtező mérkőzés
| Időpont           | Helyszín                          | Mérkőzés típusa | Mérkőzés              | Eredmény | Nézők száma |
| ----------------- | --------------------------------- | --------------- | --------------------- | -------- | ----------- |
| 1962. november 1. | Santiago Bernabéu stadion, Madrid | előselejtező    | Spanyolország–Románia | 6 : 0    | 51 700      |

##### 1968-as labdarúgó-Európa-bajnokság

###### Selejtező mérkőzés
| Időpont           | Helyszín                      | Mérkőzés típusa           | Mérkőzés              | Eredmény | Nézők száma |
| ----------------- | ----------------------------- | ------------------------- | --------------------- | -------- | ----------- |
| 1967. április 12. | Windsor Park Stadion, Belfast | előselejtező (8. csoport) | Észak-Írország–Wales  | 0 : 0    | 17 643      |
| 1967 június 1.    | Råsunda Stadion, Stockholm    | előselejtező (2. csoport) | Svédország–Portugália | 1 : 1    | 49 689      |

##### Északi Bajnokság
| Időpont         | Helyszín                 | Mérkőzés típusa | Mérkőzés            | Eredmény |
| --------------- | ------------------------ | --------------- | ------------------- | -------- |
| 1969. június 1. | Városi Stadion, Göteborg | csoportmérkőzés | Svédország–Norvégia | 4 : 2    |

##### Brit Bajnokság
1882-ben az Egyesült Királyság brit tagállamainak négy szövetség úgy döntött, hogy létrehoznak egy évente megrendezésre kerülő bajnokságot egymás között. Az utolsó bajnoki idényt 1983-ban tartották meg.
| Időpont           | Helyszín                      | Mérkőzés típusa | Mérkőzés              | Eredmény |
| ----------------- | ----------------------------- | --------------- | --------------------- | -------- |
| 1959. november 4. | Hampden Park Stadion, Glasgow | csoportmérkőzés | Skócia–Wales          | 1 : 1    |
| 1960. november 9. | Hampden Park Stadion, Glasgow | csoportmérkőzés | Skócia–Észak-Írország | 5 : 2    |
| 1964. október 3.  | Ninian Park Stadion, Cardiff  | csoportmérkőzés | Wales–Skócia          | 3 : 2    |

#### Nemzetközi kupamérkőzések
Vezetett Kupa-döntők száma: 1.

##### Vásárvárosok kupája
A tornasorozat 10. döntőjének – első angol – bírója.
| Időpont          | Helyszín                   | Mérkőzés típusa        | Mérkőzés                      | Eredmény | Nézők száma |
| ---------------- | -------------------------- | ---------------------- | ----------------------------- | -------- | ----------- |
| 1963. június 26. | Mestalla Stadion, Valencia | döntő második mérkőzés | Valencia CF–GNK Dinamo Zagreb | 2 : 0    | 55 000      |